# Мур, Гарольд Грегори
Гарольд Грегори Мур-младший (англ. Harold Gregory Moore Jr.; 13 февраля 1922, Бардстаун, Кентукки, США — 10 февраля 2017, Оберн, Алабама, США) — генерал-лейтенант Армии США, отличившийся во время войны во Вьетнаме. Более известен как Хэл Мур.

## Биография
Окончил школу в Вашингтоне. Затем два года учился в Университете Джорджа Вашингтона. В 1942 году поступил на военную службу. В 1945 году окончил Вест-Пойнт.
Принимал участие в Корейской войне, находясь на должности командира роты. Когда в 1965 году была переформирована 1-я кавалерийская дивизия, в звании подполковника возглавил батальон в её составе (1-й батальон 7-го кавалерийского полка в составе 3-й бригады дивизии). Батальон Мура отличился в одном из самых знаменитых сражений Вьетнамской войны — сражении в долине Йа-Дранг. 14—16 ноября 1965 года он вёл оборонительный бой в посадочной зоне X-Ray против превосходящих сил северовьетнамской армии и оказался на грани полного уничтожения, чего, однако, не случилось. Впоследствии он стал командиром 3-й бригады. На этом посту он находился в ходе нескольких крупных операций, в том числе операции «Masher». В 1970 году стал командиром 7-й пехотной дивизии, и ему было присвоено звание генерал-майора.
За своё участие во Вьетнамской войне был удостоен второй по значимости военной награды Армии США — креста «За выдающиеся заслуги». Вышел в отставку в 1977 году в звании генерал-лейтенанта.
В 1992 году в соавторстве с журналистом Джозефом Гэллоуэем написал книгу «Мы были солдатами… и были молоды», посвящённую сражению в долине Йа-Дранг. На основе этой книги в 2002 году был снят художественный фильм «Мы были солдатами», в котором роль Мура сыграл Мел Гибсон.
Был упомянут в книге Роберта Мейсона «Chikenhawk» («Цыпленок и ястреб»).
В июне 2009 года 87-летний Мур принял участие в открытии Национального музея пехоты в Колумбусе (Джорджия). Одним из экспонатов музея стала диорама зоны высадки X-Ray во время битвы в долине Йа-Дранг.
Был похоронен на кладбище Форт-Беннинга 17 февраля 2017 года с полными военными почестями. В 2023 году Форт-Беннинг в его честь был переименован в Форт-Мур.

## Семья
Воспитал пятерых детей. Два сына — кадровые армейские офицеры, один подполковник в отставке, а другой полковник на действительной службе.